# Giáo hoàng Êugêniô I
Êugêniô I (Tiếng Latinh: Eugenius I) là vị giáo hoàng thứ 75 của giáo hội Công giáo. Ông đã được giáo hội suy tôn là thánh sau khi qua đời. Theo niên giám tòa thánh năm 1806 thì ông đắc cử Giáo hoàng vào năm 654 và ở ngôi Giáo hoàng trong 2 năm 8 tháng và 24 ngày. Niên giám tòa thánh năm 2003 xác định triều đại của ông kéo dài từ ngày 10 tháng 8 năm 654 cho tới ngày 2 tháng 6 năm 657.
Eugenius I sinh tại Roma. Cuộc bầu chọn ông diễn ra một năm trước khi Đức Martinus I qua đời. Eugenius I được bầu làm Giáo hoàng do sự áp đặt của Constans và ông không hề trái lại ý của Constans. Chỉ đến khi cuối đời ông mới hoàn lương qua việc công khai hoá những sự sỉ nhục và bách hại mà Đức Martin đã phải chịu. Ông kịch liệt phản đối những âm mưu của hoàng đế và thông tin cho các nước Âu Châu về cái chết đau buồn của vị tiền nhiệm. Ông ra chỉ thị buộc tất cả các linh mục giữ đức khiết tịnh.